# Michaił Kierżakow
Michaił Anatoliewicz Kierżakow (ros. Михаил Анатольевич Кержаков; ur. 28 stycznia 1987 w Kingiseppie) – rosyjski piłkarz grający na pozycji bramkarza. Brat Aleksandra Kierżakowa.
W szkółce Zenitu Petersburg występował od 2001 roku, od 2004 roku występował w drugiej drużynie tego zespołu, od 2007 roku był jej kapitanem. W lipcu 2008 roku został wypożyczony do Wołgi Uljanowsk. W 2003 roku został młodzieżowym mistrzem Rosji. Był rezerwowym zawodnikiem w meczu pucharu UEFA. Bywał też wypożyczany do takich klubów jak: Sportakadiemkłub Moskwa, Wołgar-Gazprom Astrachań i Ałanija Władykaukaz. W 2011 roku przeszedł do Wołgi Niżny Nowogród. W 2013 roku został zawodnikiem Anży Machaczkała. W 2015 wrócił do Zenitu.
Od 2003 roku występował w młodzieżowych reprezentacjach Rosji. Jest reprezentantem kraju do lat 21.